# عوض محمدبیک
عوض محمدبیک، روستایی از توابع بخش نوخندان شهرستان درگز در استان خراسان رضوی ایران است 

## جمعیت
این روستا در دهستان درونگر قرار دارد و براساس سرشماری مرکز آمار ایران در سال ۱۳۸۵، جمعیت آن ۱۰۲ نفر (۲۵خانوار) بوده‌است.